# Lee Ho-suk
Lee Ho-suk (Seul, 25 giugno 1986) è un ex pattinatore di short track sudcoreano.

## Carriera
Conosciuto soprattutto per i suoi incredibili sorpassi all'esterno, Ho-Suk è considerato uno dei migliori pattinatori della storia. Campione del mondo Junior dal 2003 al 2005, è l'unico pattinatore della storia a vincere tre campionati del mondo Junior di fila.

### Torino 2006
Alle Olimpiadi invernali del 2006, Ho-Suk era uno dei favoriti all'oro in tutte le distanza, insieme al connazionale Ahn Hyun-Soo. Nella distanza dei 1500, chiude infatti secondo alle spalle di Ahn, campione del mondo in carica. Nei 500m, distanza a lui meno congeniale, cade ai quarti di finale, quando tentava il sorpasso per assicurarsi l'accesso alle semifinali. Durante l'ultima giornata di gare, Ho-Suk, compie un incredibile sorpasso su Apolo Ohno nel giro finale dei 1000m, garantendo un primo e secondo posto alla Corea. Vince inoltre l'oro nella staffetta 5000m, guadagnando quindi 3 medaglie in una sola olimpiade.

### Vancouver 2010
Alle Olimpiadi Invernali del 2010, Ho-Suk si qualifica come il miglior coreano della stagione, e come campione del mondo in carica. Nella distanza dei 1500m, compie un sorpasso azzardato all'ultimo giro, causando la sua caduta e quella del connazionale Sung Si-Bak, lasciando così vincere Lee Jung-Soo e regalando secondo e terzo posto ad Apolo Ohno e J.R. Celski. Nella sua distanza, quella dei 1000, dopo uno dei suoi famosi "outside move" in gergo, viene superato all'ultimo giro dal connazione Lee Jung-Su, arrivando secondo. Nella 5000 metri a squadre (Sung Si-Bak, Kwak Yoon-Gy, Lee Ho-Suk, Lee Jung-Su), rimangono in seconda posizione per buona parte della gara. All'ultimo cambio si ritrovano ultimi, ma grazie ad un incredibile sorpasso di Kwak, riescono a chiudere secondi, aggiudicandosi l'argento. Vincendo altre due medaglie in questa olimpiade, diventa il coreano uomo più titolato nello short track con 5 medaglie.

### Sochi 2014
Qualificato solamente nella distanza dei 5000m a squadre, Ho-Suk cade nella semi finale, non qualificando quindi la sua squadra per la Finale A.

### Coppa del Mondo e World Championship
Nel 2006, la sua prima stagione completa nel circuito di Coppa del Mondo, arriva  secondo dietro Ahn Hyun- Soo nella classifica generale. Arriva inoltre secondo assoluto ai 2006 Short Track Campionati del Mondo tenutasi a Minneapolis. Ha tre titoli assoluti nel circuito di coppa del mondo nella distanza dei 1000m, rispettivamente nelle stagioni 2005/2006, 2006/2007 e 2008/2009 e uno nella distanza dei 1500m nella stagione 2007/2008. Ai mondiali di Vienna 2009, Ho-Suk è diventato il Campione del Mondo, vincendo anche i Trials coreani, diventando il leader della "Corea Short Track Team", candidandosi come uno dei possibili vincitori di Vancouver 2010. Dopo le olimpiadi, vince il suo secondo campionato del mondo. Dal 2003 ad oggi è nella squadra nazionale coreana, l'unico coreano della storia ad essere rimasto in squadra così a lungo. Punta a qualificarsi per Sochi 2014, che sarebbe la sua terza olimpiade, olimpiade questa che lo renderebbe il primo coreano che partecipa a tre olimpiadi. Ai mondiali di Montreal 2014, partecipa solamente alla semi finale dei 5000m a squadre, portando la corea in finale A. Dopo i mondiali, Ho-Suk annuncia il ritiro dall'attività agonistica, per dedicarsi all'attività di allenatore.

## Palmarès

### Giochi olimpici invernali
- 5 medaglie:
  - 1 oro (5000 m staffetta a Torino 2006)
  - 4 argenti (1000 m, 1500 m a Torino 2006; 1000 m, 5000 m staffetta a Vancouver 2010)

### Campionati mondiali di short track
- 17 medaglie:
  - 9 ori (1000 m e 5000 m staffetta a Gangneung 2008; classifica generale, 1000 m, 1500 m a Vienna 2009; classifica generale, 1000 m, 3000 m e staffetta 5000 m a Sofia 2010)
  - 6 argenti (classifica generale, 1000 m, 1500 m a Minneapolis 2006; classifica generale, 1500 m a Gangneung 2008; 3000 m a Vienna 2009)
  - 3 bronzi (500 m a Minneapolis 2006; 1500 m a Sofia 2010; staffetta 5000 m a Shanghai 2012)

### Campionati mondiali di short track a squadre
- 4 medaglie:
  - 3 ori (Montréal 2006, Heerenveen 2009, Bormio 2010)
  - 1 bronzo (Harbin 2008)